# Saint-Cergues
Saint-Cergues este o comună în departamentul Haute-Savoie din sud-estul Franței. În 2009 avea o populație de 3.114 de locuitori.

## Evoluția populației
| An        | 1975  | 1982  | 1990  | 1999  | 2006  | 2009  |
| --------- | ----- | ----- | ----- | ----- | ----- | ----- |
| Populație | 1.830 | 2.088 | 2.337 | 2.513 | 2.939 | 3.114 |